# Dipturus flavirostris
Dipturus flavirostris is een vissensoort uit de familie van de Rajidae. De wetenschappelijke naam van de soort is voor het eerst geldig gepubliceerd in 1892 door Philippi.